# Батюшин, Николай Степанович
Николай Степанович Батюшин (10 марта [26 февраля] 1874 — 9 февраля 1957) — руководитель органов военной разведки и контрразведки в Русской императорской армии, педагог, Генерального штаба генерал-майор (1915).

## Биография
Православный. Из дворян. Образование получил в Астраханском реальном училище (1890). В службу вступил 05.09.1890. Окончил Михайловское артиллерийское училище (1893). Выпущен в 4-ю конно-артиллерийскую батарею. Подпоручик (ст. 07.08.1893). Поручик (ст. 05.08.1895).
В 1899 году окончил Николаевскую Академию Генерального Штаба по 1-му разряду. Штабс-капитан (ст. 02.06.1899). Состоял при Варшавском военном округе. С 9 апреля 1902 — старший адъютант штаба 19-го армейского корпуса. Капитан (ст. 14.04.1902). С 11 мая 1903 — помощник старшего адъютанта штаба Варшавского военного округа. Цензовое командование эскадроном отбывал в лейб-гвардии Уланском Его Величества полку (10.12.1903-22.10.1904).
Участник русско-японской войны. С 19 октября 1904 — помощник старшего адъютанта управления генерал-квартирмейстера 2-й Манчжурской армии. Подполковник (ст. 06.12.1904).
Прикомандирован к Главному Штабу (06.06.-30.06.1905). С 30 июня 1905 — старший адъютант штаба Варшавского военного округа. Возглавлял разведывательную службу округа. Полковник (ст. 06.12.1908). Для ознакомления с общими требованиями управления и ведения хозяйства в кавалерийском полку был прикомандирован к лейб-гвардии Уланскому Его Величества полку (16.05.-29.09.1909) и 4-му драгунскому Новотроицко-Екатеринославскому полку (29.04.-01.09.1913). Был прикомандирован к артиллерии (21.04.-22.06.1911).
Участник Первой мировой войны. В октябре 1914 года — начальник разведывательного отделения штаба Северо-Западного Фронта. Генерал для поручений при главнокомандующем армиями Северного фронта (с 06.10.1915). Генерал-майор (пр. и ст. 06.12.1915). Фактический инициатор и первоначальный руководитель расследования дела полковника С. Н. Мясоедовa, казнённого за шпионаж в пользу Германии в 1915 году (мнения современников и историков об этом деле самые различные — от признания справедливости обвинений и приговора до объявления дела сфабрикованным). В начале 1917 года возглавлял комиссию по борьбе со шпионажем при штабе Северного фронта.
После Февральской революции члены этой комиссии (в прессе часто её именовали «Комиссия Батюшина») подвергались преследованиям по обвинениям в злоупотреблениях и в незаконных обвинениях ряда лиц в шпионаже. Батюшин, будучи уже отстранённым от должности, вёл активную полемику в прессе в защиту своих сотрудников, и в итоге сам оказался в заключении под следствием. Узнав о победе Октябрьской революции, объявил себя жертвой преследований Временного правительства и в суматохе первых дней Советской власти был освобождён. Немедленно скрылся из Петрограда, выехал в Крым, где работал почтовым служащим.
С конца 1918 в белом движении. Состоял при начальнике штаба Крымско-Азовской армии генерале Д. Н. Пархомове, затем в распоряжении штаба ВСЮР. После эвакуации из Крыма проживал в Белграде. Преподавал в белградском отделении Высших военно-научных курсов профессора генерала Н. Н. Головина.
Во время второй мировой войны выехал из Югославии в Бельгию, где и скончался в доме для престарелых в Брен-ле-Конт. Был похоронен на местном кладбище. 20 октября 2004 года останки Н. С. Батюшина, доставленные из Бельгии, были торжественно перезахоронены на Николо-Архангельском кладбище в Москве при активном участии руководства ФСБ.

## Награды
- Орден Святого Станислава 3-й ст. (1901)
- Орден Святой Анны 3-й ст. с мечами и бантом (1906)
- Орден Святого Станислава 2-й ст. с мечами (1906)
- Орден Святой Анны 2-й ст. с мечами (1907)
- Орден Святого Владимира 4-й ст. (03.04.1910)
- Орден Святого Владимира 3-й ст. (19.05.1913)

## Труды
- Батюшин Н. С. Тайная военная разведка и борьба с ней. — София, 1939.
  - Батюшин Н. С. Тайная военная разведка и борьба с ней / Предисловие: И. И. Васильев, А. А. Зданович. — М.: ООО «x-history», 2002. — 259 с. — 1000 экз. — ISBN 5–86490–125–5.
- Батюшин Н. С. У истоков русской контрразведки: сборник документов и материалов [вступ. ст. И. И. Васильева, А. А. Здановича; коммент., подбор док. и ил. В. К. Былинина]. — М.: ИКС-Хистори: Кучково поле, 2007. — 493 с. — (Спецслужбы вчера и сегодня. / Общество изучения истории отечественных спецслужб).; ISBN 978-5-901679-93-7.
- Батюшин Н. С. Подробное квартирное расписание австро-венгерской армии. — Варшава: тип. Окр. штаба, 1913.
- Батюшин Н. С. Подробное квартирное расписание германской армии. — Варшава: граф. заведение Б. Вержбицкий и К°, 1914.
- Батюшин Н. С. Немецко-русский военный словарь. — Петроград: тип. Штаба Петрогр. воен. окр., 1916.
- Автор ряда статей по истории военной разведки, в том числе в «Вестнике военных знаний» в Сараево[3].